# PowerPC

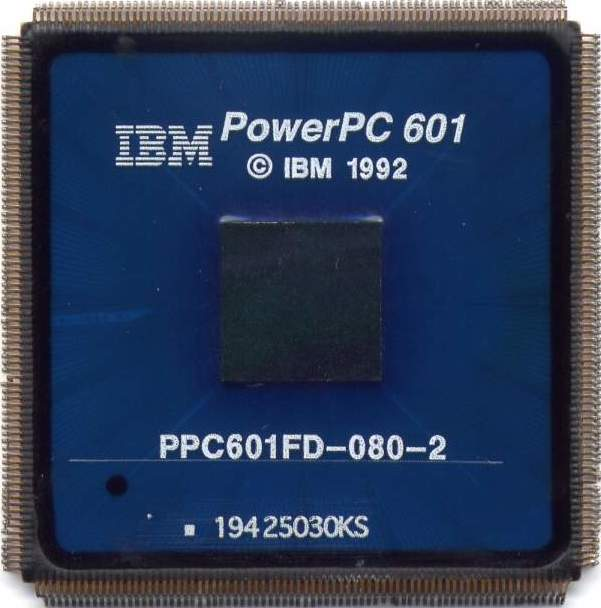
IBM PowerPC 601 マイクロプロセッサー PPC601FD-080-2

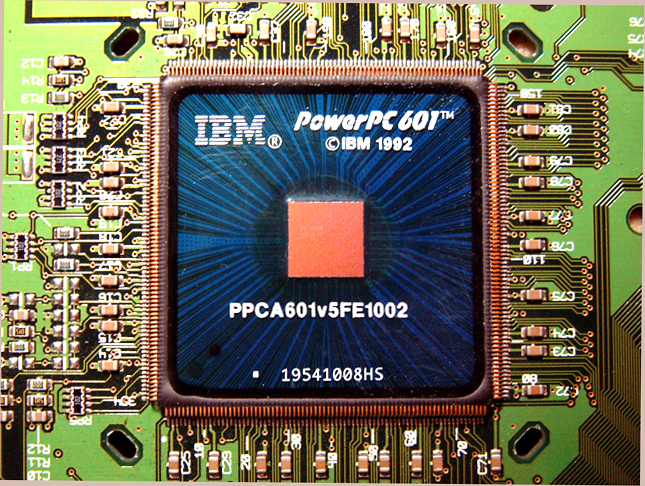
IBM PowerPC 601+ マイクロプロセッサー PPCA601v5FE1002

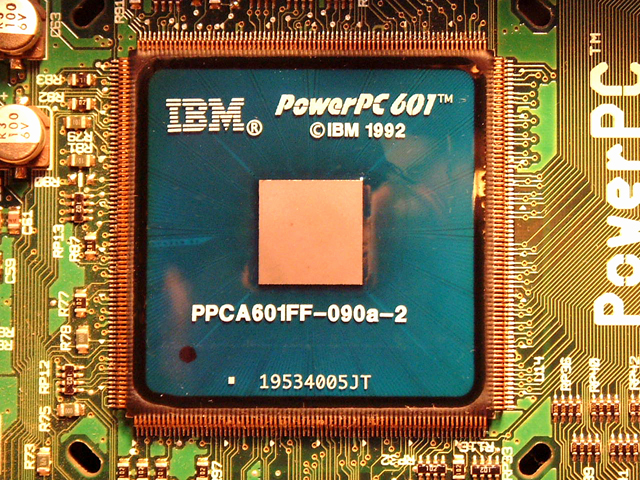
IBM PowerPC 601 マイクロプロセッサー PPC601FF-090a-2

PowerPC（パワーピーシー、英: Performance optimization with enhanced RISC - Performance Computing）は1991年にApple Computer、IBM、モトローラの提携（AIM連合）によって開発された、RISCタイプのマイクロプロセッサーである。
PowerPCはIBMのPOWERアーキテクチャーをベースに開発され、AppleのMacintoshやIBMのRS/6000などで採用された。ゲーム機をはじめとした組み込みシステム、スーパーコンピューターで広く使われている。POWER3以降は、POWERファミリー自体がPowerPCアーキテクチャーに準拠している。

## 概要
アーキテクチャーとして、動作のベースとなる命令セットや基本的なレジスタセット、メモリーアドレッシング、キャッシュモデルなどを規定しているが、それらをどのように実装すべきかまでは規定していない。
そのため実際に製造されるモデルは高速化のためにアーキテクチャレベルでは規定されていない機構（L2、L3キャッシュや関連レジスタなど）を備えているのが普通である。
性能の割に低消費電力でダイサイズも小さいという特性から、ゲーム機やハイエンドのルーターなどのネットワーク機器、レーザープリンターなどの分野で広く使われており、高性能な組み込みシステム向けプロセッサーとしてよく使われる。FPGA用のIPコアとして提供されているものもある。もともとはAIMプラットフォームのCPUという意味で開発されたものだが、CPU以外は開発されなかったため、今日まで残る同プロジェクト唯一の成果物でもある。
デスクトップコンピューター用としては、AppleのPower MacintoshおよびPower Macに採用されていたほか、IBMの一部のワークステーション、サーバーやBlueGene/Lをはじめとするスーパーコンピューターにも採用されている。その他、2005年 - 2006年に発売された主要据え置き型ゲーム機三機種（Wii、PLAYSTATION 3、Xbox 360）は、いずれもPowerPCアーキテクチャーを採用している。
現在、PowerPCプロセッサーはモトローラから半導体部門を分離して設立されたフリースケール・セミコンダクター（現在はNXP）とIBMが開発・製造を行っており、PowerPC派生品種のCellプロセッサーはIBMと東芝セミコンダクターが設計・製造している。また、4xxのシリーズ（組込み系CPUコア）はAMCCに売却されている。しかし実際は4xxシリーズでもハイエンドクラスの製造はIBMしか行えないため、開発の中心はIBMのままである。

## 設計特徴
PowerPCはRISCの思想で作られており、スーパースカラー方式で命令を実行する。
ベースにしたPOWERの特徴に、さらにいくつかの変更を加えた。
- POWERアーキテクチャーのうち、複雑なものを省いた命令セット。RISCプロセッサーとしては、比較的複雑な命令も含む。
- バイエンディアン（ビッグエンディアンおよびリトルエンディアンのサポート。G5を除く）
- 単精度浮動小数点演算に倍精度浮動小数点演算の追加
- 32ビット命令と完全下位互換の64ビット命令セット
- 32個のGPR（汎用レジスタ）と32個のFPR（浮動小数点レジスタ）
- サブルーチンの呼出規約は一般的なRISCチップとは異なりスタック渡しである。実際は10個の引数までレジスタ渡しが行われるが、データのビット数によっては使用可能なレジスタ数が減少したり、非揮発性レジスタ(r13 - r31[1])の退避などを行う必要がある。
- 1本のカウントレジスタ。専用の分岐命令などと組み合わせてループのカウントなどに利用する。
- 複雑な命令など一部を除き、命令は基本的にハードワイヤード (Hard-Wired) ロジックで実装（一部マイクロコードで実装）
- G4（第4世代）シリーズでは128ビット単位でベクトル演算を行う『AltiVec（IBMはVMX、AppleではVelocity Engineと表現している）』を採用。付随する専用のレジスタは32本。
- 8本の4ビット条件レジスタ(いわゆるステータスレジスタやフラグレジスタと呼ばれるもの)。詳細はステータスレジスタの項を参照。
- 原則として、現在のスタックのメモリーアドレスを指すベースポインターを持たない。代りに汎用レジスタの一つを用いる。この規則はABIに依存するが、大抵の場合そのレジスタは1番の汎用レジスタである。また、0番の汎用レジスタは、命令によってはゼロレジスタの代用として用いられることがある。
- 静的な分岐予測を命令単位で設定できる。
- 条件分岐命令は8×32×17=4352通り（分岐予測を含む）の条件を組み合わせることが可能である。

1998年のPOWER3以降は、POWERも64ビットPowerPC仕様に準拠したアーキテクチャーを採用している。

## 歴史
PowerPC の歴史は70年代後半のジョン・コックのRISCアイデアを使用した米 IBMの801プロトタイプ・チップで始まった。801を基にしたコアは数々のIBM製組み込み用製品に採用され、最終的には16本のレジスタを持つROMPプロセッサー、IBM RTにまで発展した。しかし、RTプロセッサーの性能は十分とは言えなかったため、IBMは「アメリカ・プロジェクト」と呼ばれる、市場で最も高速なプロセッサーを開発する計画を始動させた。その結果開発されたのがPOWERアーキテクチャーであり、1990年初頭にRISC System/6000と共に発表された。
本来のPOWERマイクロプロセッサーは、スーパースケーラーを実現した最初のプロセッサーの一つであり、高性能でマルチプロセッサーに対応していた。IBMがRS/6000の製品群をローエンド向けからハイエンド向け製品にまで拡大するにあたって、POWERプロセッサーからいくつかの機構を取り除き、シングルチップ・プロセッサーにする必要が生じたため、IBMはRISC Single Chip（RSC）の開発に着手した。RSCは開発の初期段階から、工業向けに幅広く使える可能性を秘めた高機能なプロセッサーになるであろうと考えられていた。
1991年、IBMはAppleに接近し、共同でPOWERアーキテクチャーをベースとしたシングルチップ・マイクロプロセッサーの開発を行なう事で合意した。その直後、当時据え置き型コンピュータ用プロセッサーに関してモトローラ社最大の顧客であったApple Computerは、長年の協力関係を考慮して、モトローラにマイクロプロセッサー開発に加わるよう打診した。モトローラには、マイクロプロセッサー開発における豊富な経験の活用と、セカンドソースとしての役割が期待された。こうしてIBM、Apple、モトローラはAIM連合と呼ばれる協力関係を組織するに至った。
1991年、PowerPCはAIM連合における最大要素の一つとなった。当時のパーソナルコンピューター市場ではマイクロソフトがWindowsを開発中であり、インテル製プロセッサーはその支配を強めつつあった。また、CISCアーキテクチャーのインテル80386及び80486が大半のコンピューターに採用されており、後継のPentiumプロセッサーの開発も順調に進んでいた。PowerPCプロセッサーは冒険的な要素を含んでいたものの、拡大するマイクロソフトとインテルによる支配に対抗するため、開発が進められた。
モトローラにとって、POWER系プロセッサーの開発に加わる事は、またとないチャンスであった。この時点でモトローラは既に自社製のRISCプロセッサーMC88000を市場に投入していた。しかし、このプロセッサーは貧弱な設計手法と製造上の問題により市場での評価は低く、販売は低迷していた。このためモトローラは、MIPSやSPARCといった競合製品に市場で並ぶ機会を失いつつあった。しかし、新型POWER系プロセッサーの開発に参加すれば、キャッシュ部分を設計するだけで、広くテストされた高性能RISCプロセッサーを販売する事が可能になるため、RISCプロセッサー市場での巻き返しが期待された。また、68000系以来の重要な顧客であるAppleとの関係の改善や、IBMに簡略化バージョンを供給できる可能性もあった。
その低評価の一方で、MC88000プロセッサーは既に生産されており、Appleは既にこのプロセッサーを利用したプロトタイプのコンピューターを動作させていた。このため、開発中のPOWERアーキテクチャー・シングルチップのバスにハードウェアの段階でMC88000のバスとの互換性を持たせれば、ロジックボードを再設計する事なく、より迅速に新型プロセッサーを市場に投入する事が可能であった。最終的に、新型プロセッサーPowerPCはこういった要求を含んだ設計となった。
PowerPCが市場に投入される直前、大きな動きがあった。Apple Computerに加えてIBMとモトローラの両社は、PowerPCプロセッサーに対応したシステムを提案した。マイクロソフトはモトローラのPowerPCサーバー向けのWindows NT 3.51を発表、サン・マイクロシステムズもSolarisのPowerPC版を発表した。またIBMは、自社のAIXを移植し、OS/2の移植も計画していた。1994年には組込み用途向けに PowerPC 403 を発表、後継のPowerPC 401、440などは機器制御用途やネットワーク機器を中心に広く普及した。また同年にPowerPCの64ビット版であるPowerPC 620が完成、同チップは出荷されず普及はしなかったが、その設計はPOWER3以降のPOWERファミリーの礎となった。
1994年にはPowerPCをベースとしたコンピューターの仕様であるPReP、1995年には後継のCHRPが発表された。また1994年にはPowerPC搭載のMacintosh (Power Macintosh) が登場した。
しかしこれらの動きはわずかな期間で終わり、結局PowerPCという新型アーキテクチャーに期待されていた理想が実現する事はなかった。Windows、OS/2、そしてサンの顧客はPowerPC用ソフトウェアの不足を理由に、PowerPCプロセッサーはほとんど顧みなかった。これらのOSの後継が市場に投入される事はなく、PowerPCから完全に離れていった。またBeOSも最初のバージョンはPowerPC向けに開発されたが、その後x86系プロセッサーに移行していった。最終的にはPowerPC向けの商用のデスクトップOSは、AppleのClassic Mac OSとMac OS Xのほかは、AmigaOSなどのみが残った。
1990年代中頃、PowerPCプロセッサーはベンチマークにおいて、最速のx86系プロセッサーと同等または凌駕する性能を発揮した。90年代末に登場したG4ではAltiVecを搭載し、当時の他のCPUに比較して大幅に高速なSIMD処理を実現した。PowerPCは高性能でありながら低コスト・低消費電力といった特徴をもち、AppleはPowerPC603およびG3・G4を採用することによって、同時期のPC/AT互換ノートパソコンの性能を凌駕するPowerBookや、ファンレスのiMac、Power Mac G4 Cubeといった独創的な製品を作ることが可能になった。しかしPowerPCの性能あたりの消費電力の低さは、組み込み向けとしては高く評価されたものの、デスクトップで勢力を拡大するための決め手にはならなかった。
2002年にはPOWER4をベースとした64ビットのPowerPC 970 (G5)が登場、高性能化に伴いG4から大幅に消費電力が増大したものの、同時期のPentium 4と比較するとほぼ同等の性能でありながら低消費電力であり、IBM・Appleのサーバー製品のほか、Power Mac G5・iMac G5で採用された。
2004年はPowerPC系CPUにとって激動の年になった。まず、モトローラが、半導体部門をスピンオフし、『フリースケール・セミコンダクター』を設立。次に、2005年度のE3において発表された各社の次世代(第7世代)ゲーム機であるレボリューション（コードネーム、現在のWii）、PLAYSTATION 3、Xbox 360のCPUがすべてPowerPC系アーキテクチャーのものになった。一方で、これまでPowerPCを採用していたAppleのMacintoshが、2006年からインテルのCPUに全面的に切り替えていく事が発表された。2006年中にAppleのハードウェアは完全にインテルアーキテクチャーへの切り替えが完了し、Apple社内でPowerPC向けチップセットの開発を行っていた設計チームはApple A4の開発に転じた。2009年にはセキュリティアップデートを除いてPowerPC向けソフトウェアの開発も終了した。
ゲーム機においてはWiiの後継機種である2012年発売のWii Uが引き続きPowerPC系のアーキテクチャーを採用したものの、2013年発売のPlayStation 4、XBOX Oneの両陣営はx86系のプロセッサーを採用し、Wii Uの実質的な後継機種である2017年発売のNintendo SwitchはArm系のプロセッサーを採用したため2019年現在は使われていない。
現在ではサーバーやスーパーコンピューターに採用されている。プリンター・ルータ・ネットワークスイッチ等の組み込み用途にも積極的に採用されていたが、より省電力かつ低コストなARM系プロセッサーの台頭により2019年現在は新規採用されるケースは減っている。

## PowerPCのプロセッサー

### POWER改修系 (G1)
PowerPCファミリーを立ち上げる為に、IBMの既存のPOWERプロセッサーをベースに設計された。その為、正式にはPowerPCのジェネレーション・ナンバーを持っていない。1994年代より流通。
- PowerPC 601 - 50,66,80,90MHz、POWER命令も実装
  - PowerPC 601+ - 外部バスの3倍クロックで動作、低電源電圧化 (+2.5V) 100, 110, 120MHz
- PowerPC 602（英語版） - 低価格版　3DOの後継機『M2』に採用される予定だった。『M2』をベースとしたコナミの業務用ゲーム基板に使用された。

### G2

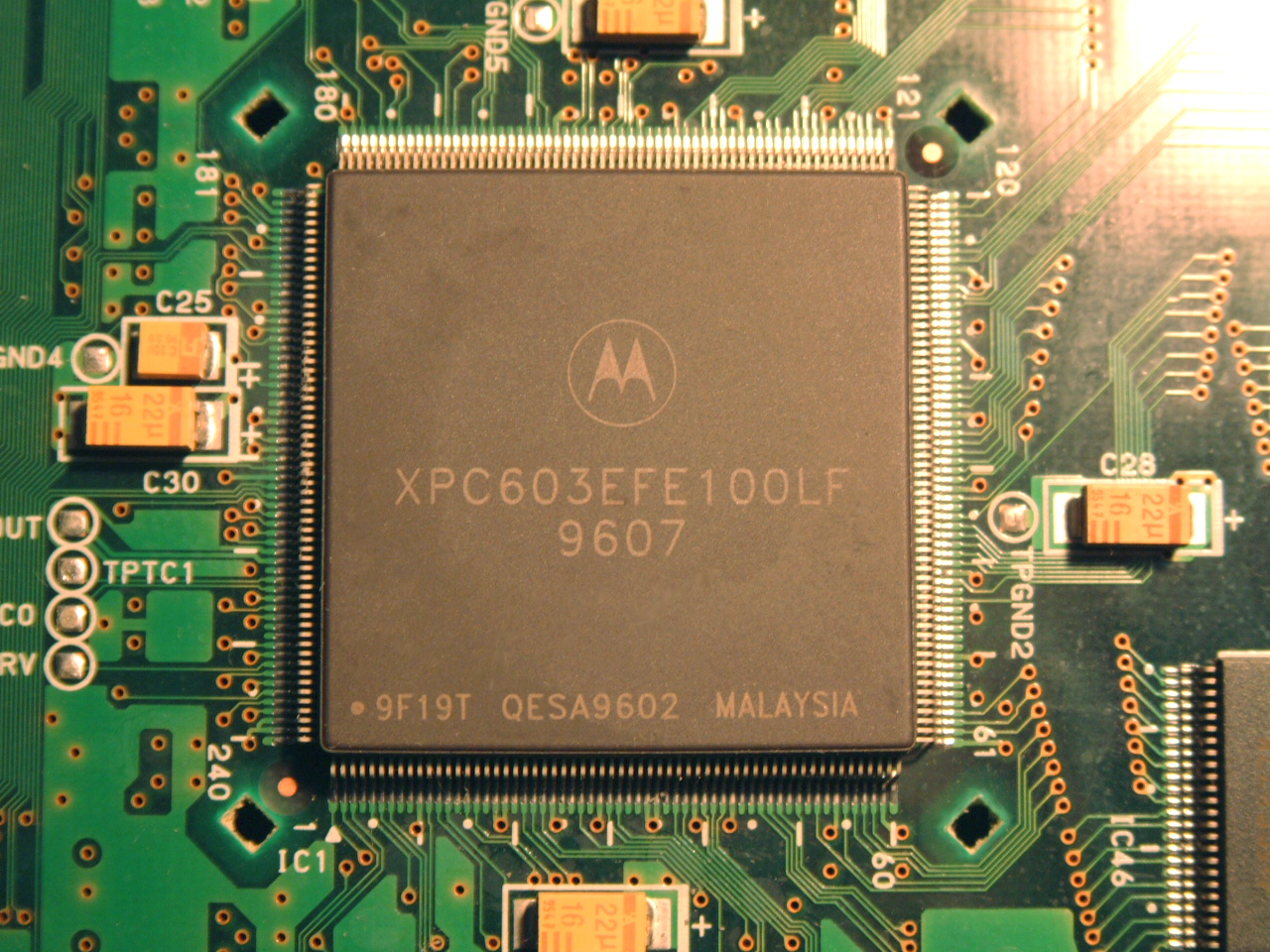
XPC603EFE100LF

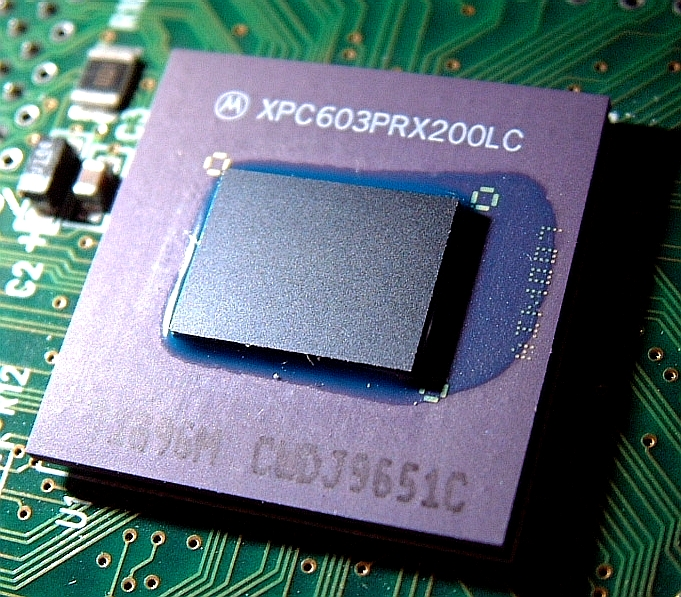
XPC603PRX200LC

アルミ配線の603、604がG2第1世代。第2世代については、IBMによる銅配線の603eと604e全てが該当するとする文献と、同シリーズで250MHz以上のものとする文献が散見され、はっきりしない。どちらも完全バス互換であったため、区別が重要でなかったこともその理由である。PowerPC 603は大変消費電力が少なく、デスクトップと同様の仕様のチップがノートパソコンに搭載されたほか、組み込み向けに広く使われた。PowerPC 604は4つの演算ユニットを並列動作させることができ、パーソナルコンピューター向けとしては当時最高レベルの演算性能を持っていた。浮動小数点演算は特に強力であった。
- PowerPC 603 - 低消費電力
  - PowerPC 603e - 低消費電力、高速版
  - PowerPC 603ev - PowerPC 603eの高速版
- PowerPC 604 - SMP対応、インラインL2キャッシュ、高速な浮動小数点演算
  - PowerPC 604e - 604の低消費電力、小型高速版
  - PowerPC 604ev - 604eの低消費電力、小型高速版
- PowerPC 615（英語版） - x86とPowerPC命令の両立を目指したプロセッサー。Pentium互換ソケットに装着可能。x86プロセッサーとしては当時のPentiumなどに対抗できる性能を有すと見込まれたが、命令の切り替えの際の性能の低下が激しい、ダイサイズが330mm2とPowerPC系にしては大きい、MinixとOS/2が移植されていたものの[2]マイクロソフトなどが(WindowsのPowerPCモードを[2])サポートしない公算が大きかったなどの理由により開発中止になった。
- PowerPC 620 - 64ビット版。その設計はPOWER3に引き継がれる

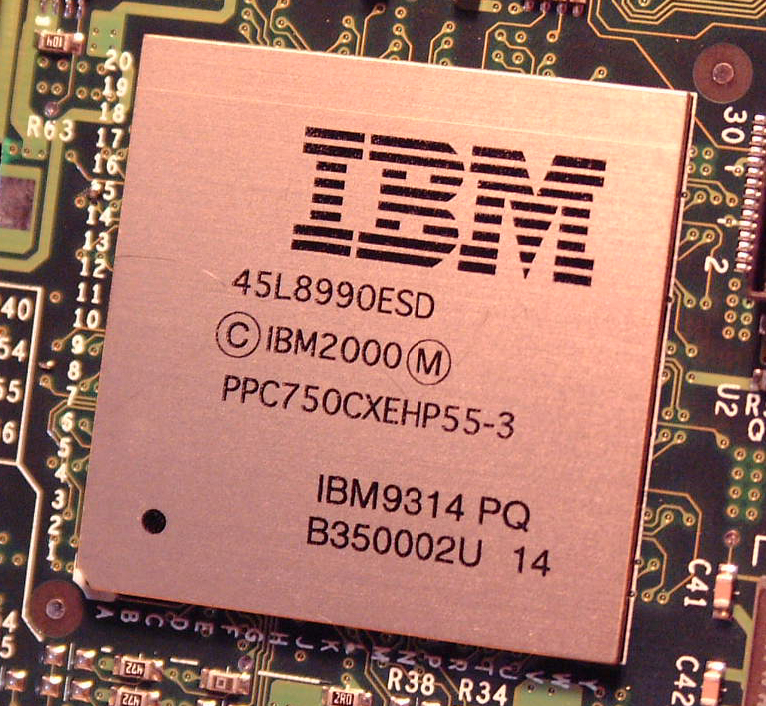
PPC750CXEHP55-3

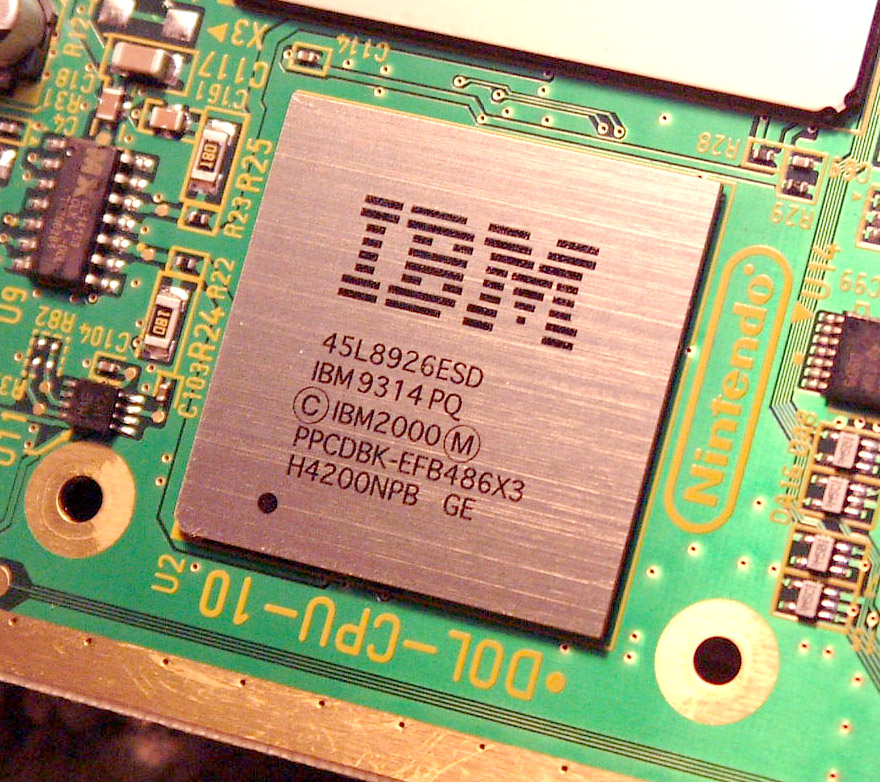
GEKKO 45L8926ESD
(PPCDBK-EFB486X3)

### X704
Appleが出資していたExponential Technologyによるバイポーラトランジスター型の論理回路を使う消費電力の大きなハイパフォーマンスなCPUとして発表された、1996年当時の他のCPUに比べ大幅な高速クロック動作を実現するとしていたPowerPCアーキテクチャーの予定製品であった。試作品が搭載された次期Power Macintoshプロトタイプが展示会でAppleによって公開された。しかし、1997年5月のWWDC時、安価なPowerPC 750やPowerPC 604evとの性能差がないとして、Power Macintoshへの採用が中止された為にX704は量産化されずに終った。

### G3
G3（第3世代）以降は、PowerPC採用の代表的製品であるPower MacintoshシリーズでAppleがジェネレーション・ナンバーを前面に押し出したため、PowerPCの世代区分が一般に明確となった。性能比での消費電力が低いことが特徴で、現在では主に組み込み用途に用いられる。なお、パイプラインは浅く、603と変わらない4段にすぎない。
- PowerPC 75x,74x - PowerPC G3シリーズと呼ばれる。603eの発展系。
  1. PowerPC 75xにはバックサイドキャッシュを採用
  2. 整数演算ユニットを2基に

  - PowerPC 750L -750の銅配線版
  - PowerPC 750CX/CXe -256KB L2キャッシュを内蔵
  - PowerPC 750FX/FL -130nm SOIで製造、L2キャッシュ512KB
  - PowerPC 750GX -90nm SOIで製造、〜1.1GHz、200MHz FSB対応、L2キャッシュ1MB
  - PowerPC 750CL -L2キャッシュ256KB、400MHz〜1GHz、PowerPC 750GXの約半分まで省電力化されている
- Gekko - ニンテンドー ゲームキューブ用に開発されたもの。PowerPC 750CXeをベースに、浮動小数点演算が強化され、SIMD命令が追加されている
- Broadway - 90nm SOIで製造、任天堂のWii用に開発されたもの。Gekko互換であり、PowerPC 750CLがベースと思われるが詳細は非公開。
- Espresso - 45nm SOIで製造、任天堂のWii U用に開発されたもの。専用GPUとのMCMに対応したマルチコアCPUで、Broadwayがベースと思われるが詳細は非公開。

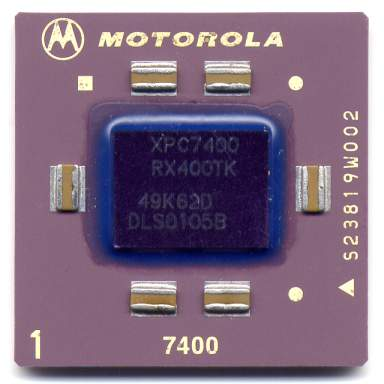
XPC7400

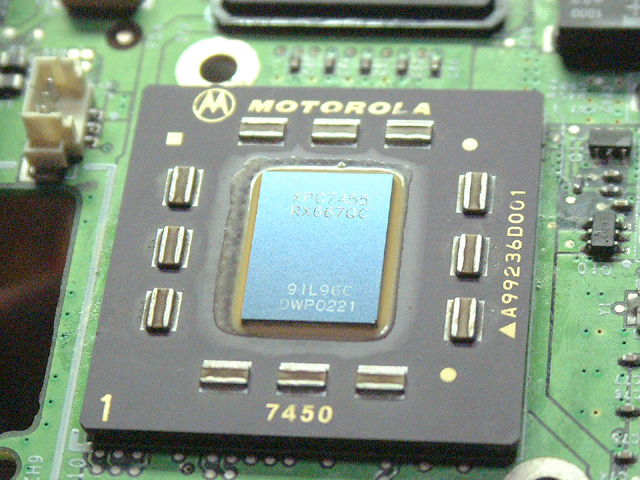
XPC7455

### G4
G3をベースに浮動小数点演算機能を強化、SIMDと対称型マルチプロセッサー機能を追加したもの。CPUバスは従来の60xバスに加え、より高度な制御機能をもったMPXバスにも対応している。MPC 7450 でマイクロアーキテクチャーを刷新したため、MPC 745x・MPC 744x は、G4+とも呼ばれる。
- MPC 74xx - G4シリーズと呼ばれる。モトローラおよびフリースケール・セミコンダクターが開発。
  1. AltiVec (Velocity Engine) 搭載
  2. CPUバスにMPXバス (MaxBus) 採用
  3. SMP対応
  4. 浮動小数点演算を強化

  - MPC 7400
    - MPC 7410 - 省電力版。180nmプロセスで製造。

  - MPC 7450 - L2キャッシュ256KB内蔵、L3キャッシュ対応、整数演算ユニットを4基に、パイプラインを7段に多段化し、高クロック化
    - MPC 7451 - 省電力版
    - MPC 7445 - 7455のL3キャッシュインターフェイス省略タイプ。
    - MPC 7455 - 180 nmプロセス、SOIを採用。クロックは1GHzに到達。
    - MPC 7457 - 130nm プロセス、L2キャッシュを512KBに
    - MPC 7447 - 7457のL3キャッシュインターフェイス省略タイプ。省電力。
    - MPC 7448 - 90nmプロセスで製造、1MBのL2キャッシュ、e600コアを採用。
    - MPC 8641 - e600コアを採用。メモリコントローラー、PCI Expressコントローラーを内蔵。
    - MPC 8641D - MPC 8641のデュアルコア版。

### G5
64ビットPowerPCアーキテクチャーに準拠し、設計を全面的に刷新している。

#### PowerPC 970
IBMがAppleと共同開発し、POWER4ベースに設計。G5と呼ばれる。
- 64ビット化
- パイプラインを大幅に多段化し高クロック動作(最高2GHz以上、パイプライン段数16〜25段)
- CPUバスを大幅に高速化（1GHz超）
- 2基のFPU（G4までは1基）を搭載し、高速な浮動小数点演算（スカラー4GFLOPS+単精度ベクタ8GFLOPS[1GHz動作時]）
- AltiVec互換のVMXを搭載
- 2基のロード／ストアユニット（G4までは1基）
- 複雑な命令をマイクロコードとして実装
- フル精度の平方根をハードウェア命令として実装（G4はソフトウェア関数）。
- リトルエンディアン非対応

##### PowerPC 970FX
90nmプロセス、高速化。省電力機能「PowerTune」を搭載。

##### PowerPC 970MP
デュアルコア、各コアにL2キャッシュ1MB内蔵。最高2.5GHz。

##### PowerPC 970GX
PowerPC 970FXの後継モデルで、970MP同等の性能でシングルコア・省電力を実現した。最高2.5GHz。

#### PWRficient PA6T
P.A. Semi（2008年にAppleに買収された）が設計した、64ビット対応のG5互換製品。
- 徹底的なクロックゲーティング（チップ全体を2万5340の要素に分けてクロックの供給を行う）により、省電力（2GHz、2コアで平均消費電力13W）を実現
- マルチコア接続用のCONEXIUMバスを搭載
- AltiVec互換のVMXを搭載
- バイエンディアンに対応

### Cell

#### PPE
PowerPC Processor Elementの略称、SCE・ソニー・IBM・東芝の4社連合によって開発。PowerPC互換ではあるが、どのベースにも属さないフロムスクラッチ。Cell/B.E.およびPowerXCell 8iに使用されている。
- VMX拡張付き64ビットのPOWERアーキテクチャーを継承した2命令同時発行のRISCプロセッサー
- 深いパイプラインとインオーダー実行など回路を簡略化することにより高クロック動作（最高4GHz以上、パイプライン段数19段以上）
- PowerPC ISA v.2.02に準拠
- 2スレッドの同時マルチスレッディング
- 仮想化機構のサポート
- リアルタイム性を保障するL2キャッシュ
- リトルエンディアンにはハードウェア変換で対応

### Xenon
Xbox 360用にIBMがマイクロソフトと共同開発した64ビットのPowerPC互換プロセッサー。XCPUと呼ばれる。後にGPU「Xenos」を統合したXCGPU、更にeDRAMを統合したObanに発展した。
- 3つの対称型マルチコアプロセッサー
- ゲームやグラフィックス用に拡張されたVMX128
- 1MBの共有L2キャッシュ
- 21.6GB/sのFSB

### 4xx（英語版）
最初から組込み向けとしてIBMが開発。現在はAMCCが権利を持つ。単体のマイクロプロセッサーとしてではなく、ASICのCPUコアとして組み込まれることが多い。2005年頃より流通。
- 405 シリーズ
  - PowerPC NPe405H
  - PowerPC 405EP
  - PowerPC 405EX
  - PowerPC 405EXr
  - PowerPC 405GP
  - PowerPC 405GPr
- 440 シリーズ
  - PowerPC 440EP
  - PowerPC 440EPx
  - PowerPC 440GR
  - PowerPC 440GRx
  - PowerPC 440GX
  - PowerPC 440SP
  - PowerPC 440SPe
- 460 シリーズ
  - PowerPC 460EX
  - PowerPC 460GT
  - PowerPC 460SX
  - PowerPC 460GTx

### 470シリーズ
2009年9月24日に発表された470シリーズは、それまでの400シリーズと比較して性能を２倍以上に引上げた。ソフトウェアは400シリーズと共通であるが、464FPと比較してパイプラインが7段から9段へ増えており、out-of-order、倍精度浮動小数点数演算対応SIMDと、PowerPC G3 (PowerPC750) シリーズの後継シリーズとしての位置づけとなっている。
- PowerPC 476FP 12S -45nm SOIで製造。1.6GHz時に1.6Wで動作する。倍精度浮動小数点数演算対応SIMD命令、単精度2並列SIMD命令に対応。最高2GHz。

### PowerPC A2
2010年2月9日にISSCC2010で発表されたプロセッサ。1コアあたり4スレッドで16コア1チップで構成されている。L1キャッシュ16KB+16KB。L2キャッシュ2MB。1.6GHz時55W、204.8Gflops。最高2.3GHz、65Wで稼動する。スーパーコンピューターBlue Gene/Q（ブルージーンQ）のコアCPUに採用されている。

## 使用製品
- IBM POWER - IBMの主にUNIXサーバおよびワークステーション用のCPU。
- 組み込み向け派生品
  - MPC5xx
  - PowerQUICC
- Macintosh - Appleのパーソナルコンピュータ。Power MacintoshおよびPower Mac、iBook、1995年以降のPowerBook、2005年までのiMac。
- 使用ゲーム機
  - ピピンアットマーク（バンダイ・デジタル・エンタテイメント）。PowerPC 603 66MHzを使用。
  - セガ MODEL3 アーケードゲーム基板。基板リビジョンによって使用CPUは異なり、PowerPC 603 66MHz、100MHz、PowerPC 603ev 166 MHzを使用。
  - PlayStation 3（ソニー・コンピュータエンタテインメント）。東芝と共同開発したPowerPC系プロセッサ「Cell」を使用。
  - Xbox 360（マイクロソフト）。PowerPC系トリプルコアプロセッサを使用。
  - ニンテンドー ゲームキューブ、Wii、Wii U（任天堂）。PowerPC系プロセッサ「Gekko」「Broadway」「Espresso」を使用。
- 玄箱 - NAS自作キット一部機種にPowerPCを使用。
- 戦闘機
  - スウェーデンの多目的戦闘機グリペンの中央情報処理装置。
  - ステルス戦闘機F-35のICP（Integrated Core Processor：統合型コアプロセッサー）。